# BASK Belgrade
Maillots
Le Fudbalski Klub Beogradski Akademski Sportski Klub (en serbe : Фудбалски Клуб Београдски Академски Спортски Клуб), plus couramment abrégé en FK BASK (en serbe : ФК БАСК) ou en BASK Belgrade, est un club serbe de football fondé en 1903 et basé à Belgrade, la capitale.
Cette page traite de la section football du club omnisports du même nom.

## Histoire

### Histoire du club
Anciennement appelé Soko, le club est renommé en 1931 sous le nom de Beogradski Akademski Sport-Klub Belgrade.

### Noms du club
- SK Soko (1903–33)
- BASK (1933–45)
- FK Senjak (1945–53)
- FK BASK (1953-)

## Palmarès
| Compétitions nationales                                                                                       |
| --- |
| - Championnat de Serbie D2 (1) : - Champion : 2010-11. - Championnat de Serbie D3 (1) : - Champion : 2009-10. |

## Personnalités du club

### Présidents du club
- Slobodan Stanojević

### Entraîneurs du club
| - Otto Necas (1925 - 1926) - Dimitrije Davidović (1931 - 1932) - Sima Simić (1932 - 1934) - Dimitrije Milojević (1934 - 1935) | - Milenko Jovanović (1935 - 1936) - Milutin Ivković (1936 - 1937) - Hans Bloch (1937–1938) - Milutin Ivković (1938 - 1939) | - Simo Krunić (2006 - 2007) - Blagoje Paunović (2010 - 2011) |